# Адад
Ада́д (Adad) – Бог бурі, якого називали Адад аккадською мовою, Ішкуру шумерською, Хадду або Адда західносемітськими діалектами, Тесуб хурритською та Тархунза хеттською, був помітним майже в усіх культурах і релігіях стародавнього Близького Сходу. 
У пізнішій сирійській традиції Адад/Хадду іноді ототожнювали з сином Дагон, також важливим богом землеробства та погоди. Його роль в офіційних та національних пантеонах виходить за рамки простого уявлення про силу бурі, вітру, дощу, блискавки та грому, від яких, ймовірно, походить його ім'я.
У культурах північної Месопотамії та Леванту, де успішне сільське господарство залежить від погоди, існують міфи, що описують, як бог бурі займає особливе становище як володар світу, Баал. У наративі бог бурі пов'язаний з уявленнями про законне царювання та політичні системи, що базуються на ньому. Ці міфи зображують бога бурі як молодого воїна, який стає королем божественних зборів та країни, погодившись використовувати дощ, грім та вітри для боротьби з різними хаотичними або варварськими силами, що загрожують світові. Ворогів, яких бог бурі має перемогти, часто описують як змій, драконів або монстрів, що приходять з пустелі, Солоного моря або далеких гір. Після своєї перемоги, утвердивши свою владу, бог бурі переходить до організації природи та будівництва культури. Таким чином, його діяльність стає парадигмою успішного царювання.
У центральній та південній Месопотамії, де сільське господарство залежить переважно від зрошення, Адад зберігає свої функції контролера гідрологічної системи та бога ворожіння, але не здобуває верховенства в пантеоні. Вавилонські міфологічні композиції II тис. до н.е. приписують цю роль іншим богам, таким як Енліль, Нінурта, а пізніше Мардук, бог Вавилона, який зрештою став Верховним небесним богом і правителем усього космосу. Хоча вони не зареєстровані як «боги бурі» згідно з теологічними переказами, ці боги, нащадки законних царів богів попереднього покоління, йдуть у бій проти тих самих ворогів, використовуючи ту саму зброю, що й боги бурі північних та західних традицій. Однак у міфології Мардука сходження бога-воїна на царювання чітко пов'язане зі створенням самого космосу, мотив, якого бракує в сирійсько-месопотамському наративі про бога бурі.